# Crotalus
Las serpientes de cascabel (Crotalus) son un género de la subfamilia de las víboras de foseta dentro de la familia de los vipéridos. Son serpientes venenosas y endémicas del continente americano, desde el sureste de Canadá al norte de Argentina.  Existen 47 especies de víbora de cascabel que se conocen; en México se distribuyen 42 de ellas y 24 son endémicas de ese país.
Todas las especies menos una, C. catalinensis, son fácilmente reconocibles por el característico sonido de su cascabel el cual se encuentra en la punta de la cola. Existe otro género, Sistrurus, con especies más pequeñas, que también tienen un cascabel, pero no tan desarrollado.

## Morfología
Las serpientes de cascabel (Crotalus) son reconocidas como las serpientes más venenosas de Norteamérica. Algunas especies pueden alcanzar hasta 2,5 metros de largo, y 4 kg de peso.[cita requerida] Según la especie exacta, tienen un cuerpo delgado y compacto. Su cabeza es más bien plana y se distingue claramente del cuello. El cuerpo del reptil está rodeado de escamas que están colocadas en 21 - 29 filas. El color de fondo del cuerpo va de amarillento a verdoso, rojizo a pardo e incluso negro. Una fila de manchas oscuras de forma romboédrica pasa por el dorso y los laterales.
Normalmente viven en bosques y en zonas costeras. Su piel con círculos amarillos, está marcada en el centro por colores negros (parecidos a diamantes) hace que este tipo de reptil sea el  mejor adornado de todo Norteamérica.[cita requerida] La cabeza es según la subespecie generalmente unicolor aunque hay una banda más oscura desde la sien hasta la boca. La cola suele tener anillos alternantes más claros y más oscuros. Por debajo, el color de la serpiente suele ser más claro y puede llevar manchitas.
El cascabel lo forman unos estuches córneos en el extremo de la cola que en caso de peligro les permiten emitir un sonido de aviso de que es peligrosa y quizá proteja la serpiente de ser pisada por los grandes mamíferos.
Erróneamente se cree que cada año se añade un aro más a este cascabel, lo que permite estimar la edad del animal. Sin embargo, es falso, el crecimiento del cascabel está relacionado directamente con las mudas de piel; es decir que por cada ocasión que la serpiente mude de piel, crecerá un aro más, y debido a que una serpiente puede mudar más de una vez al año, e inclusive perder el cascabel total o parcialmente, este método para determinar la edad no resulta efectivo.

## Ecología

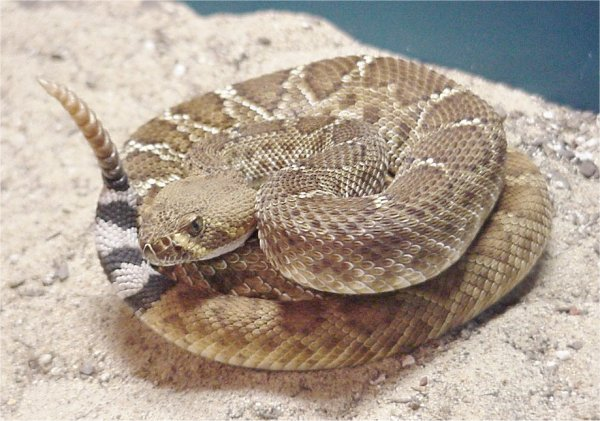
Crotalus ruber.

Los crótalos son animales muy temperamentales cuyo carácter puede variar mucho con los individuos. A menudo son fácilmente excitables pero hasta ejemplares aparentemente tranquilos pueden atacar bruscamente sin previo aviso, por esto se aconseja máxima precaución. Solo atacan para defenderse.
El veneno de estos animales es muy potente. Destruye los glóbulos rojos de la sangre y hace más permeables los vasos sanguíneos. Así afecta al tejido corporal y a la circulación. Sus mordeduras son tremendamente dolorosas y pueden ser fatales para un humano. Existe un antídoto, que actúa con eficacia, evitando en la mayoría de los casos la muerte del afectado.[cita requerida]
La mayoría de las mordeduras ocurre cuando se intenta cazar o matar a estas serpientes. Estas serpientes pueden atacar en una zona cuya longitud es un tercio de la de su cuerpo.[cita requerida]

## Hábitat de la serpiente
Se le relaciona con desiertos y zonas áridas de elevadas temperaturas, pero también sobreviven en bosques, praderas, pantanos y colinas rocosas. Su rango de temperatura es de 26 a 32 °C pero se ha observado que algunas llegan a vivir sin problema con 2 C.

## Comportamiento
Es una especie con carácter muy volátil; pues puede aparentar tranquilidad e indiferencia y agredir a los pocos segundos. Pese a su peligrosidad, tan solo atacan para alimentarse o ante la amenaza de peligro. Nunca moleste a una serpiente de cascabel. Su posición de ataque consiste en enroscarse mientras hacen sonar su cascabel, y colocan el cuello en forma de “S”, lo cual les facilita lanzarse de manera más rápida en caso de requerirlo. Si bien, no son animales que buscan atacar porque sí, tampoco se trata de serpientes que se puedan manipular. Es una criatura peligrosa que debe ser evitada.

## Alimentación
Su alimentación se basa principalmente en animales vertebrados, pero también incluye a varios invertebrados en su dieta. Las especies pequeñas se alimentan generalmente de lagartos e insectos, mientras las más grandes consumen mamíferos de mayor tamaño como conejos, perros de la pradera y ardillas. Estas serpientes controlan la cantidad de veneno que van a suministrar, de acuerdo con el tamaño del animal capturado.

## Reproducción
Es una especie ovovivípara, es decir, que las crías nacen de huevos que son incubados en el interior de la madre. A la edad de dos años, las hembras están preparadas para aparearse durante la primavera posterior a que alcancen esa edad, dando a luz durante los meses de septiembre a octubre. Las hembras de algunas especies tienen la capacidad de almacenar los espermatozoides durante un período de ocho meses antes de comenzar la gestación. Las crías miden de 18 a 40 cm de longitud. Se reproducen cada dos años y tienen una expectativa de vida de 25 años aproximadamente.

## Depredación
Entre sus depredadores naturales se encuentran las serpientes reales (género Lampropeltis) que son inmunes a su veneno, águilas reales,  águilas calvas, lechuzas, cuervos, coyotes, zorros y linces. Aves que han cazado a estas serpientes, han sido encontradas sin vida por hemorragias causadas por el veneno de estos reptiles. 23 especies se consideran en riesgo de acuerdo con la normatividad mexicana (NOM-059-Semarnat-2010), y 7 especies, están en grave peligro de extinción según los criterios establecidos.  

## Especies
Algunas especies son: angelensis, culminatus, ericsmithi, estebanensis, lorenzoensis, polisi, pyrrhus, thalassoporus, tlaloci. Otras son: 
| Especies         | Autoridad                     | Subesp.* | Nombre común                                                                         | Distribución geográfica                                               |
| ---------------- | ----------------------------- | -------- | ------------------------------------------------------------------------------------ | --------------------------------------------------------------------- |
| C. adamanteus    | Palisot de Beauvois, 1799     | 0        | Cascabel diamante del este                                                           | Sudeste de Estados Unidos                                             |
| C. aquilus       | Klauber, 1952                 | 0        | Cascabel de Querétaro                                                                | Mesetas de México central                                             |
| C. armstrongi    |                               |          | Cascabel de Jalisco, cascabel oscura de la Sierra Madre o cascabel pigmea de montaña | Endémica de México                                                    |
| C. atrox         | Baird & Girard, 1853          | 0        | Cascabel diamante del oeste                                                          | Sudoeste de Estados Unidos y norte de México                          |
| C. basiliscus    | Cope, 1864                    | 0        | Cascabel basilisco                                                                   | México occidental                                                     |
| C. campbelli     | Jonathan A. Campbell          |          |                                                                                      | Oeste y sur de Jalisco y la Sierra de Manantlán y noroeste de Colima. |
| C. catalinensis  | Cliff, 1954                   | 0        | Cascabel de la Isla S.ª Catalina                                                     | México (Isla Santa Catalina)                                          |
| C. cerastes      | Hallowell, 1854               | 2        | Sidewinder                                                                           | Sudoeste de Estados Unidos                                            |
| C. durissus      | Linnaeus, 1758                | 8        | Cascabel tropical                                                                    | De México al norte de Argentina                                       |
| C. enyo          | Cope, 1861                    | 2        | Cascabel Baja                                                                        | Oeste de México                                                       |
| C. horridusT     | Linnaeus, 1758                | 0        | Cascabel de los bosques                                                              | Este de Estados Unidos                                                |
| C. intermedius   | Troschel, 1865                | 2        | Cascabel de cabeza pequeña                                                           | México                                                                |
| C. lannomi       | Tanner, 1966                  | 0        | Cascabel Autlan                                                                      | Oeste de México                                                       |
| C. lepidus       | Kennicott, 1861               | 2        | Cascabel de las rocas                                                                | Sudoeste de Estados Unidos y norte de México Central                  |
| C. mitchellii    | Cope, 1861                    | 4        | Cascabel de lentes                                                                   | Sudoeste de Estados Unidos y Baja California (México)                 |
| C. molossus      | Baird & Girard, 1853          | 3        | Cascabel de cola negra                                                               | Sudoeste de Estados Unidos y México                                   |
| C. morulus       | Klauber, 1952                 | 0        | México                                                                               | Sudoeste de Estados Unidos y México                                   |
| C. oreganus      | Holbrook, 1840                | 6        | Cascabel del oeste                                                                   | Sudoeste de Canadá, oeste de Estados Unidos, noroeste de México       |
| C. Ornatus       |                               |          |                                                                                      | Coahuila México                                                       |
| C. polystictus   | Cope, 1865                    | 0        | Cascabel mexicana cabeza de lanza                                                    | centro de México                                                      |
| C. pricei        | Van Denburgh, 1895            | 1        | Cascabel de dos manchas                                                              | Sudoeste de Estados Unidos y norte de México                          |
| C. pusillus      | Klauber, 1952                 | 0        | Cascabel morena de Tancítaro                                                         | México: Michoacán, Colima, Jalisco                                    |
| C. ravus         |                               |          | Cascabel pigmea                                                                      | México Centro, Guerrero y Oaxaca                                      |
| C. ruber         | Coper, 1892                   | 2        | Cascabel diamante rojo                                                               | Península de Baja California                                          |
| C. scutulatus    | Kennicott, 1861               | 1        | Cascabel de Chihuahua                                                                | Sudoeste de Estados Unidos, México                                    |
| C. simus         | Latreille, 1801               | 2        | Cascabel centroamericana                                                             | México, Centroamérica                                                 |
| C. stejnegeri    | Dunn, 1919                    | 0        | Cascabel de cola larga                                                               | Oeste de México                                                       |
| C. tancitarensis |                               |          | Cascabel de bandas de Tancítaro                                                      | Micronedémica del Pico de Tancítaro, Michoacán México                 |
| C. tigris        | Kennicott in Baird, 1859      | 0        | Cascabel tigre                                                                       | Sudoeste de Estados Unidos y noroeste de México                       |
| C. tortugensis   | Van Denburgh and Slevin, 1921 | 0        | Cascabel diamante de la Isla Tortuga                                                 | Isla Tortuga, México                                                  |
| C. totonacus     | Gloyd & Kauffeld, 1940        | 0        | Cascabel Totonaca                                                                    | México                                                                |
| C. transversus   | Taylor, 1944                  | 0        | Cascabel rayada de la Sierra                                                         | Centro de México                                                      |
| C. triseriatus   | Wagler, 1830                  | 1        | Cascabel Parda                                                                       | Centro de México                                                      |
| C. tzabcan       |                               |          | Cascabel yucateca                                                                    | Península de Yucatán, Guatemala y Belice                              |
| C. viridis       | Rafinesque, 1818              | 1        | Cascabel de la pradera                                                               | Sudoeste de Canadá, oeste de Estados Unidos, norte de México          |
| C. willardi      | Meek, 1905                    | 4        | Cascabel de Nariz Puntiaguda                                                         | Montañas del sudoeste de Estados Unidos y noroeste de México          |

*) No se incluye la subespecies nominales (formas típicas).

T) Especie tipo.